# ابي توموجي
آبي توموجي (باليابانية: 阿部 知二) ‏(26 يونيو 1903 - 23 أبريل 1973) روائي ياباني، ناقد اجتماعي، إنسان متحضر ومترجم للادب الإنجليزي والأمريكي. على الرغم من أنه بدأ بالكتابة كمعاصر. في أعماله اللاحقة كان يمثل الحركة الفكرية في الأدب الياباني.غادرت هذه الحركة من التفكير التقليدي الياباني ومن الأشكال المعهودة للرواية، والتي تركز على القيم الجمالية والحالات العاطفية للعقل (كما تظهر في أعمال جونيشيرو تانيساكي ورينوسوكي أكوتاجاوا)؛ وغادرت أيضا من وجهات النظر المتجددة، والتي استمرت لتكون شعبية في الأدب العالمي وفي اليابان (الكتاب الحديثين في اليابان هم هارو ساتو، ساي إيتو، تاتسو هوري،ريجي يوكوميتسو وياسوناري كواباتا). كان نهج ابي الفكري يتنافى مع الجو الاجتماعي والسياسي في اليابان في فترة شوا الأولى (1925-1945)، مع ارتفاع الفاشية والنزعة العسكرية، والحملة الصليبية للحفاظ على التقاليد الإقطاعية اليابانية.